# Ahmad El Naamani
Ahmad El Naamani (en árabe: أحمد يوسف النعماني‎; La Meca, Arabia Saudita; 12 de octubre de 1979) es un exfutbolista de Líbano nacido en Arabia Saudita que jugaba en la posición de defensa.

## Carrera

### Club
| Periodo   | Club               |
| --------- | ------------------ |
| 1999–2005 | Safa SC            |
| 2005–2011 | Nejmeh SC          |
| 2011–2013 | Akhaa Ahli Aley FC |

### Selección nacional
Jugó para la selección del Líbano en 33 ocasiones de 1997 a 2006, participó en la Copa Asiática 2000 y en dos ediciones de los Juegos Asiáticos.

## Logros
- Liga Premier de Líbano (1): 2008/09
- Copa Elite del Líbano (1): 2005
- Supercopa de Líbano (1): 2009